# 1972 en Tunisie
Chronologie de la Tunisie
- 1968
- 1969
- 1970
- 1971
- 1972
- 1973
- 1974
- 1975
- 1976

Cet article présente les faits marquants de l'année 1972 en Tunisie ou relatifs à la Tunisie.

## Événements
- 5 février : la révolte étudiante est réprimée ; les forces de l’ordre investissent la faculté de droit de Tunis pour interrompre le congrès extraordinaire de l’Union générale des étudiants de Tunisie[1].
- 10 mars : l'Entreprise tunisienne d'activités pétrolières est créée[2].
- 28 juin : la Convention du 28 juin 1972 entre la République française et la République tunisienne relative à l’entraide judiciaire en matière civile et commerciale et à la reconnaissance et à l’exécution des décisions judiciaires est signée[3].
- 15 décembre : l'incident du Palmarium se produit lors de la deuxième visite du leader libyen Mouammar Kadhafi à Tunis ; le président Habib Bourguiba lui répond par l'exaltation de la nation tunisienne face aux pressions de Kadhafi en faveur de l'unité arabe.

## Sports
- Tunisie aux Jeux olympiques d'été de 1972
- Championnats de Tunisie d'athlétisme 1972

### Football
- Coupe du Maghreb des clubs champions 1972-1973
- Équipe de Tunisie de football en 1972
- Championnat de Tunisie de football 1971-1972
- Championnat de Tunisie de football 1972-1973
- Coupe de Tunisie de football 1971-1972
- Coupe de Tunisie de football 1972-1973

### Handball
- Championnat de Tunisie masculin de handball 1971-1972
- Championnat de Tunisie masculin de handball 1972-1973

### Volley-ball
- Équipe de Tunisie de volley-ball en 1972
- Championnat de Tunisie masculin de volley-ball 1971-1972
- Championnat de Tunisie masculin de volley-ball 1972-1973

## Culture
- Mendiants et Orgueilleux, film franco-tunisien de Jacques Poitrenaud, sorti en 1972.
- Yosra, film tunisien réalisé par Rachid Ferchiou, sorti en 1972.

## Naissances en 1972
- Naissance en Tunisie en 1972

## Décès en 1972
- Décès en Tunisie en 1972